# Кумыш, Марина Евгеньевна
Мари́на Евге́ньевна Кумы́ш (27 декабря 1964, Москва) — советская и российская волейболистка, игрок сборной СССР (1985—1988). Олимпийская чемпионка 1988, чемпионка Европы 1985. Заслуженный мастер спорта СССР (1988). По национальности караимка.

## Биография
Родилась и начала заниматься волейболом в Москве. В 1981—1989 выступала за команду ЦСКА. Чемпионка СССР 1985, серебряный (1982, 1987) и бронзовый (1988) призёр союзных первенств. Победитель розыгрыша Кубка СССР 1984.
В 1982 году в составе молодёжной сборной СССР стала победителем чемпионата Европы.
В сборной СССР в официальных соревнованиях выступала в 1985—1988 годах. В её составе:
- олимпийская чемпионка 1988;
- бронзовый призёр Кубка мира 1985;
- чемпионка Европы 1985;
  - серебряный призёр чемпионата Европы 1987.

С 1989 года играла в клубных командах Турции, Франции, Италии (1992—1993 «Астер Рома», 1994—1995 — «Мединекс» Реджо-ди-Калабрия, 1999 «Алтамура») и Финляндии.
В 1995—1996 и 1999—2000 в чемпионатах России выступала за ЦСКА, в составе которого становилась серебряным (1996) и бронзовым (2000) призёром российских первенств. В 2002—2003 играла за «Казаночку» (Казань).
В настоящее время М. Кумыш работает тренером в Москве.

## Источник
- Волейбол. Энциклопедия/Сост. В. Л. Свиридов, О. С. Чехов. — Томск: Компания «Янсон», 2001.